# منتخب ميانمار تحت 20 سنة لكرة القدم
منتخب ميانمار تحت 20 سنة لكرة القدم (بالبورمية: မြန်မာ အမျိုးသား အသက် ၂၀ နှစ်အောက် ဘောလုံးအသင်း) هو ممثل ميانمار الرسمي في المنافسات الدولية في كرة القدم في فئة كرة قدم تحت 20 سنة للرجال، يديريه اتحاد ميانمار لكرة القدم.